# Nizami Brothers
Nizami Brothers es un grupo musical de la India, originarios de Qawwali. Está banda está formado por faizan nizami, zeeshan nizami hasan nizami. Ellos interpretan los géneros musicales como el sufí y folk, ya que se han presentado en diferentes festivales.singers of Most popular song main sharabi by rajeev raja and nizami brothers

## Legado
Los hermanos Nizami pertenecen a una familia privilegiada de cantantes, intérprete de la música Sufi, como el legendario Nizamuddin Auliya, un famoso intérprete desde varios siglos. 
Ellos organizan todo tipo de acontecimientosa nivel mundial y cultural.  En 2011, interpretaron una canción titulada "Kun Faya kun", para una película titulada "Rockstar" (2011), que se rodó en Nizamuddin Dargah, protagoniozada por el actor Ranbir Kapoor. 